# Irbisia limata
Irbisia limata är en insektsart som beskrevs av Bliven 1963. Irbisia limata ingår i släktet Irbisia och familjen ängsskinnbaggar. Inga underarter finns listade i Catalogue of Life.